# Переяславська вулиця (Труханів острів)
Перея́славська ву́лиця — зникла вулиця міста Києва, що існувала в робітничому селищі на Трухановому острові. Пролягала від Набережної до Полтавської вулиці.
Прилучалися Конторська вулиця.

## Історія
Виникла під такою ж назвою 1907 року під час розпланування селища на Трухановому острові. Восени 1943 року при відступі з Києва німецькі окупанти спалили селище на острові, тоді ж припинила існування вся вулична мережа включно із Переяславською вулицею.
1944 року такою ж назвою було названо нову вулицю на Куренівці (Замковищі).